# Divine (discoteca)
Divine fue una discoteca dirigida al público homosexual ubicada en la ciudad de Valparaíso, Región de Valparaíso (Chile). El 4 de septiembre de 1993 fue destruida por un incendio. Debido al siniestro, cerca de una veintena de personas fallecieron, aunque dicha cifra nunca se ha determinado con exactitud.
El incendio de la discoteca Divine fue uno de los primeros casos de connotación nacional respecto a la homosexualidad, especialmente debido al inicio del periodo histórico de la Transición, luego del fin de la dictadura militar tres años antes. Tanto los orígenes del incendio como la posterior investigación de los hechos están envueltos en acusaciones de homofobia y diversas agrupaciones, como el MUMS, han solicitado la reapertura del caso ante la justicia chilena.
En 2008 estaba planificado el estreno de Divine, la película, un filme basado en el incendio de la discoteca homónima, pero su estreno ha sido indefinidamente postergado.

## Antecedentes
La discoteca, conocida antiguamente como «Galao», ocupaba el segundo piso de una antigua casona en Chacabuco 2687, en el centro de la ciudad de Valparaíso. En el mismo edificio, una distribuidora de madera ocupaba tanto la planta baja como el tercer piso. Conocido por el buen nivel de sus espectáculos, el local fue uno de los primeros centros de entretenimiento tolerantes con la diversidad sexual dentro del puerto, por lo que su público estaba compuesto por una amplia gama de personas, desde jóvenes hasta hombres casados, gente de clase media y de familias acomodadas, conocidos actores y presentadores de televisión, entre otros. La discoteca tenía alfombras en sus pisos y paredes y de su techo colgaban redes de pescadores.

## Incendio
La noche del 4 de septiembre de 1993, catorce trabajadores se encontraban en el local al que habían asistido 59 personas. El show comenzó cerca de las 2:00 de la madrugada, mientras gran parte de los habitantes del país estaban inusualmente despiertos para seguir el partido que enfrentó a la selección de fútbol de Chile con la de Polonia por la definición del tercer lugar de la Copa Mundial de Fútbol Sub-17 de 1993.
A las 3:30 se dio la alarma de incendio dentro del recinto. De inmediato, muchas personas huyeron hacia la salida de emergencia y otros se refugiaron en los baños del local. La salida de emergencia estaba al fondo de un estrecho pasillo por el cual bajaba una escalera antes de llegar a la puerta. Debido a lo estrecho de la escalera, muchos cayeron bloqueando la salida. El pasillo se volvió así una trampa mortal. Muchas personas intentaron pasar por encima de otras, falleciendo un hombre pisoteado. La situación se volvió más compleja al notar que las puertas se abrían hacia dentro y que además estaban cerradas con un candado.
Ante la desesperación, una persona decidió lanzarse al vacío desde el tercer piso antes de morir calcinada por las llamas que superaban los 1000 °C y se propagaban rápidamente producto de las alfombras y las redes del local. El incendio se expandió a los pisos contiguos y a la vecina boîte Hollywood. El tercer piso del edificio se derrumbó y luego lo hizo también el segundo. No hay certeza de si finalmente la puerta fue abierta por los asistentes al local o con ayuda de los bomberos que llegaron a la emergencia.
Los bomberos permanecieron hasta 32 horas para rescatar los cadáveres, contando además con la ayuda de perros entrenados para labores de búsqueda de Carabineros de Chile. En los días siguientes, se dieron inicio a las labores de identificación de los cuerpos: diez personas fueron identificadas por exámenes dactilográficos, mientras que otros seis debieron ser sometidos a exámenes de ADN y exámenes odontológicos debido a que estaban completamente calcinados. A pesar de ello, nunca ha existido certeza sobre el número oficial de víctimas del siniestro: aunque oficialmente se dan 16 fallecidos, algunas fuentes mencionan 18 y otras, hasta 23 víctimas fatales. En cuanto a la cifra de heridos, esta es aún más difusa: según el Hospital Carlos Van Buren, fueron atendidos 14 asistentes, 5 trabajadores y un bombero, pero a ellos deben sumarse las personas que prefirieron atenderse de manera privada en Viña del Mar para así ocultar su identidad sexual, cifra que llegaría extraoficialmente a una quincena. 17 personas, en tanto, habrían resultado ilesas.

## Investigación

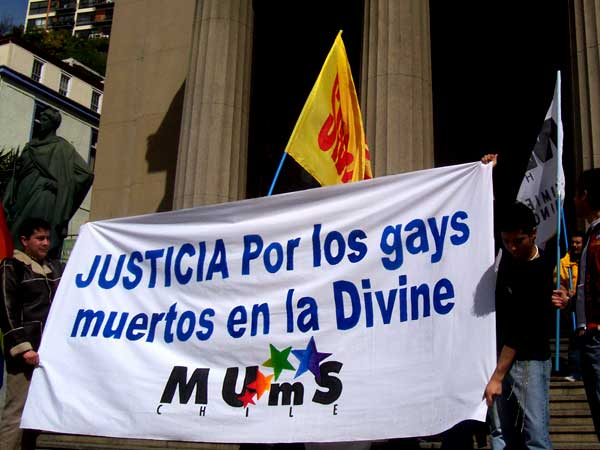
Miembros del Movimiento Unificado de Minorías Sexuales, MUMS, protestan fuera de los juzgados de Valparaíso.

Una vez apagadas las últimas llamas de la discoteca Divine, se inició el proceso de investigación de las causas del incendio. Los primeros informes entregados por Bomberos indicaron que el siniestro se habría originado producto de un cortocircuito, pero pronto comenzó a surgir la teoría de un atentado de características homofóbicas.
El hecho ingresó al Séptimo Juzgado del Crimen de Valparaíso, quedando en las manos del juez Jorge Gándara. Basado en los informes que afirmaban categóricamente que el origen del incendio era producto de un desperfecto eléctrico, Gándara cerró el sumario del proceso el 17 de marzo de 1994 y sobreseyó la investigación el 23 de marzo siguiente sin condenados ni procesados.
Diversas organizaciones promotoras de los derechos del colectivo LGBT, como el Movilh, han manifestado su rechazo al resultado entregado por la Justicia chilena, asegurando que ésta ha incurrido en graves irregularidades. En 2002 el Movilh publicó un informe denominado «La justicia que merecen las víctimas», en el que se habla de diversos testigos que habrían indicado haber visto a tres sospechosos lanzando un objeto incendiario al local, de los cuales solamente dos habrían sido interrogados por Carabineros de manera negligente. 
El 11 de noviembre de 1993, el juez Gándara recibió un informe de parte de Soraya Apara, abogada de los propietarios de Divine, en el que se especificaba que uno de los sospechosos, un taxista conocido como «el Vietnamita», había sido reportado a Carabineros por el dueño del cercano local Hollywood y por otros vecinos, que lo habrían visto adquiriendo combustible algunos minutos antes del incendio en un servicentro cercano. Tras dichos informes, Policía de Investigaciones buscó información sobre el sospechoso, determinando que se encontraba en el sur del país sin determinar su nombre, tras lo cual abandonaron la búsqueda que permitiría el sobreseimiento establecido por Gándara. El informe del Movilh describe también que el Partido Alianza Humanista Verde recibió llamadas, de un supuesto «Comando Carlos Ibáñez del Campo» atribuyéndose el siniestro, que no fueron consideradas por la investigación. Otra de las críticas al proceso que realizó el informe es con respecto a una serie de contradicciones generadas por los informes de Bomberos y de la Superintendencia de Electricidad y Combustibles respecto a los detalles del origen del siniestro.
Otro capítulo del informe relata una serie de acciones violentas perpetradas por los organismos investigativos contra testigos y familiares de las víctimas. Según el Movilh, los testigos y sobrevivientes del incendio fueron torturados y discriminados por Carabineros e Investigaciones. Así, por ejemplo, las fojas que detallan las víctimas del siniestro indican la condición sexual de cada una de las víctimas como parte de sus datos personales, mientras que varios testigos constataron lesiones y hematomas en el Hospital van Buren luego de ser interrogados. Las familias debieron declarar sobre la sexualidad de los fallecidos durante los interrogatorios, muchos de los cuales negaron la homosexualidad de las víctimas con el fin de acelerar los procesos para dar sepultura a los cadáveres.

A los días fui citado a declarar a Investigaciones con mi polola llegando a las 8:45 hasta las 16:30 horas, quedando detenidos. Ambos fuimos insultados y yo fui agredido por un detective quien me dio un golpe de puño en el pecho por el motivo que no le dábamos la veracidad de que la discoteque era una discoteque gay.
Testigo J.L.C.V, Foja 352 de la investigación, 8 de octubre de 1993.

## Consecuencias

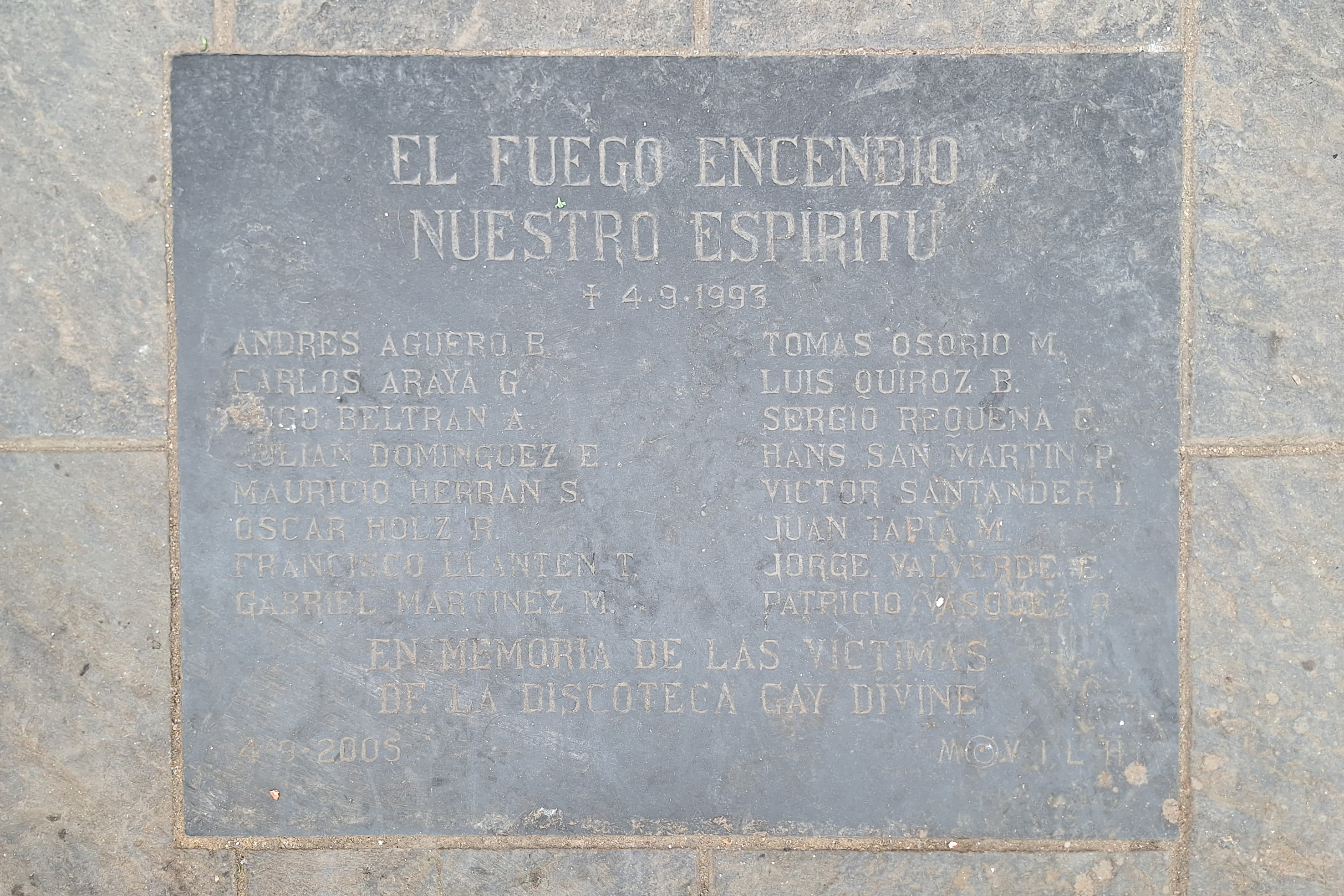
Monumento a las víctimas del incendio de la discoteca Divine.

Tras la publicación del polémico informe, el Movilh inició las gestiones para la reapertura de la investigación sobre el incendio de la discoteca Divine ante la Corte Suprema y la remoción del juez Gándara. El Movilh entregó una copia del documento al presidente Ricardo Lagos, al ministro de Justicia José Antonio Gómez Urrutia y al juez Mario Garrido, presidente de la Corte Suprema. La máxima corte de la justicia chilena envió el oficio rol 18726, solicitando al juez Gándara un informe para que aclarara las denuncias realizadas por el Movilh. Tras la respuesta del magistrado, el 18 de noviembre de 2002, el pleno de la Corte Suprema decidió no tomar ninguna resolución al respecto, rechazando así la reapertura del caso. Luego de esa decisión, el Movilh anunció sus deseos de llevar el caso ante la Corte Interamericana de Derechos Humanos alegando «denegación de justicia», para lo cual solicitaron ayuda a diversos organismos incluyendo Amnistía Internacional. Una nueva investigación se inició finalmente en 2003 en el Segundo Juzgado del Crimen de Valparaíso a cargo de la jueza María Elena González. El juicio sería cerrado temporalmente por la jueza Claudia Chesta, pero la Sexta Sala de la Corte de Apelaciones de Valparaíso revocaría el cierre de las investigaciones, el 7 de mayo de 2008.
El incendio y la posterior investigación fue uno de los primeros eventos a nivel nacional relacionados con la defensa de los derechos de la comunidad homosexual chilena, la que surgía durante los primeros años de la llamada Transición a la democracia, luego de muchos años en que fueron reprimidos por la dictadura militar. La situación desempolvó la homofobia predominante en la sociedad chilena, considerada históricamente como muy conservadora. Esta homofobia no solamente se reflejaría en el posible origen de los sucesos como parte de un atentado, sino que en la reacción generada tanto en los organismos estatales encargados de la investigación como en los familiares de las víctimas. Incluso varios años después del incendio, muchas familias renegaban de la muerte de uno de sus miembros en la Divine y argumentaban la ausencia de éste por viajes al extranjero, con el fin de ocultar la condición sexual del fallecido. El desastre incluso generó una serie de burlas y rumores respecto a algunos famosos de la televisión que habrían estado presentes en la discoteca.
Los trágicos hechos de la discoteca Divine se han convertido en un símbolo de lucha para los colectivos LGBT chilenos. El Movilh declaró el 4 de septiembre como el «Día de las minorías sexuales» y el 4 de septiembre de 2005 fue instalada una placa conmemorativa en las afueras del lugar donde antaño se ubicaba el centro de entretenimiento, grabada con unas frases del escritor Pablo Simonetti: «El fuego encendió nuestro espíritu. Se ha dispersado el humo, tal vez ahora podamos ver».
La historia del incendio de la discoteca inspiró la creación de Divine, la película. En 2006 se publicó un video promocional que contó con la participación de actores como Diego Casanueva, Nicolás Saavedra y Javiera Díaz de Valdés; sin embargo, la película no logró filmarse y no existen planes de su lanzamiento definitivo.
El 4 de septiembre de 2014, para conmemorar el 21.er aniversario del incidente, se lanzó la radio del mismo nombre en Valparaíso, siendo conocida como la primera en Hispanoamérica orientada al público LGBT.